# Тереверко Георгій Семенович
Гео́ргій (Ю́рій) Семе́нович Тереве́рко (* 23 квітня (5 травня) 1888, село Вільшана Слобідка, нині Уманського району Черкаської області — † 21 січня (3 лютого) 1912, Тбілісі) — один із перших українських планеристів.

## Біографія
Народився в с. Вільшана Слобідка Уманського району Черкаської області. 1904 року закінчив однокласну церковнопарафіяльну школу. 1907 року, шукаючи заробітку, переїхав до Тбілісі. Там працював поштарем.
У 1910—1912 роках зробив понад 30 польотів на власноручно виготовлених планерах (серед них рекордний тоді політ тривалістю 1 хвилина 33 секунди), а також перший політ із пасажиром.
Розрахував і побудував літак, але не знайшов коштів, щоб придбати двигун.
Помер від травм, що їх зазнав при катастрофі планера.

## Вшанування пам'яті
Одна з вулиць у Вільшаній Слобідці Уманського району Черкащини названа на честь Г. Тереверка. Там само в серпні 2013 року відкрили пам'ятник авіатору.
Ще 1963 року ім'я Георгія Тереверка присвоїли вулиці в районі Сабуртало м. Тбілісі (після 1995 року назва була втрачена, але 2012 року за клопотанням посольства України в Грузії поновлена).